# 마이크 펜스
마이클 리처드 "마이크" 펜스(영어: Michael Richard "Mike" Pence, 1959년 6월 7일~)는 미국의 정치인이자 변호사로, 제48대 부통령이다. 이외에 인디애나주의 주지사 및 미국 상원 의원 겸 상원 의장을 역임하였다.

## 생애

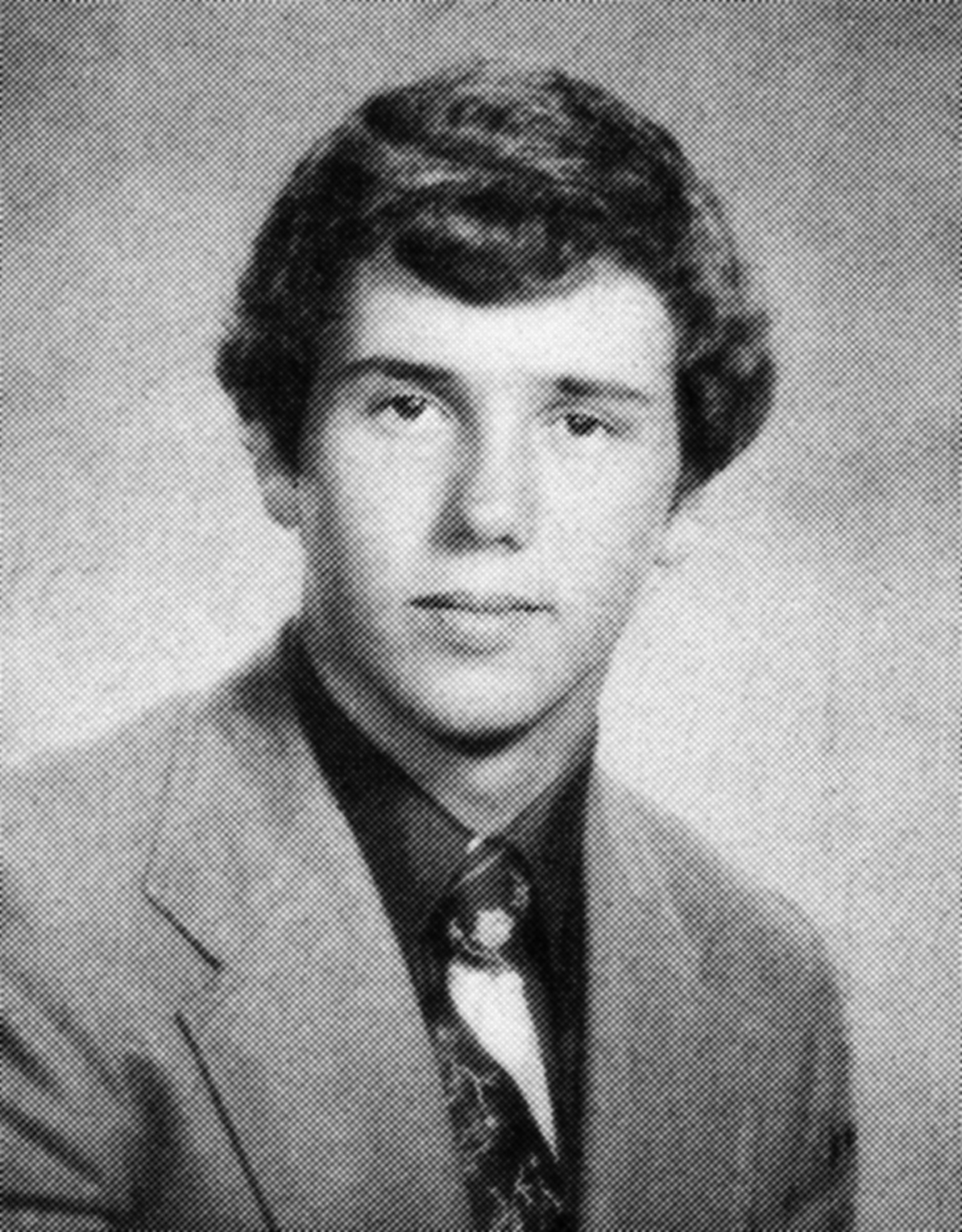
1977년 콜럼버스 노스 고등학교 졸업앨범에 실린 마이크 펜스

1959년 인디애나주 콜럼버스(Columbus)시에서 태어나 자랐다. 리버럴 아츠 칼리지인 하노버 칼리지를 졸업 후 인디애나-퍼듀 법학 대학에서 법학학위를 취득하여 개인 변호사로 일했다. 마이클 리처드 펜스는 1959년 6월 7일 인디애나주 콜럼버스에서 주유소를 운영하는 앤 제인 '낸시'(née Cawley)와 에드워드 조지프 펜스 주니어의 여섯 자녀 중 한 명인로 태어났다. 그의 아버지는 한국전쟁 당시 미군에 복무하여 1953년 청동성을 받았으며, 이 청동성은 펜스 부통령이 자신의 집무실에서 표창장 및 영접 사진과 함께 전시하고 있다. 그의 아버지는 독일계 및 아일랜드계 혈통이었고 어머니는 아일랜드계 혈통이다. 친할아버지 에드워드 조셉 펜스(Sr. Sr.)는 시카고 목장에서 일했다.
마이크 펜스는 외할아버지 리처드 마이클 카울리의 이름을 따서 이름이 지어졌는데, 외할아버지 리차드 마이클 카울리(Richard Michael Cawley)가 엘리스 섬을 통해 이모와 그의 동생 제임스를 따라 미국으로 이주하여 일리노이주 시카고의 버스 운전사가 되었다. 그의 외할머니의 부모는 아일랜드 클레어 카운티 던벡 출신이었다.
마이크 펜스는 1977년 콜럼버스 노스 고등학교를 졸업했다. 1981년 하노버 칼리지에서 역사학 학사, 1986년 인디애나폴리스 퍼듀대 인디애나폴리스에서 로버트 H. 맥키니 법학전문대학원 주리스 닥터를 취득했다. 하노버에 있는 동안, 펜스 부통령은 피 감마 델타 친목회에 가입했고, 그곳에서 그는 지부장이 되었다.[25]펜스는 하노버를 졸업한 뒤 1981년부터 1983년까지 이 대학의 입학 상담원이었다.
어린 시절과 이른 성년기에, 펜스 부통령은 로마 가톨릭 신자였고 그의 나머지 가족들처럼 민주당원이었다. 1976년 바르톨로뮤 카운티 민주당에 자원하여 1980년 대통령 선거에서 지미 카터에게 투표하였고,에 투표하였으며, 원래 존 F와 같은 사람들에 의해 정치에 관여하게 된 영감을 받았다고 말해 왔다. 케네디와 마틴 루터 킹 주니어 대학 재학 중, 펜스 부통령은 가톨릭 교회를 떠나 복음주의자로 태어난 기독교인이 되어 어머니에 대한 큰 실망감을 안겨주었다. 그의 정치적 견해는 또한 그의 생애에서 이 시기에 우경화되기 시작했는데, 이것은 펜스 부통령이 그가 확인하기 시작한 "로널드 레이건의 상식적인 보수주의" 덕택이다.

## 정치 활동

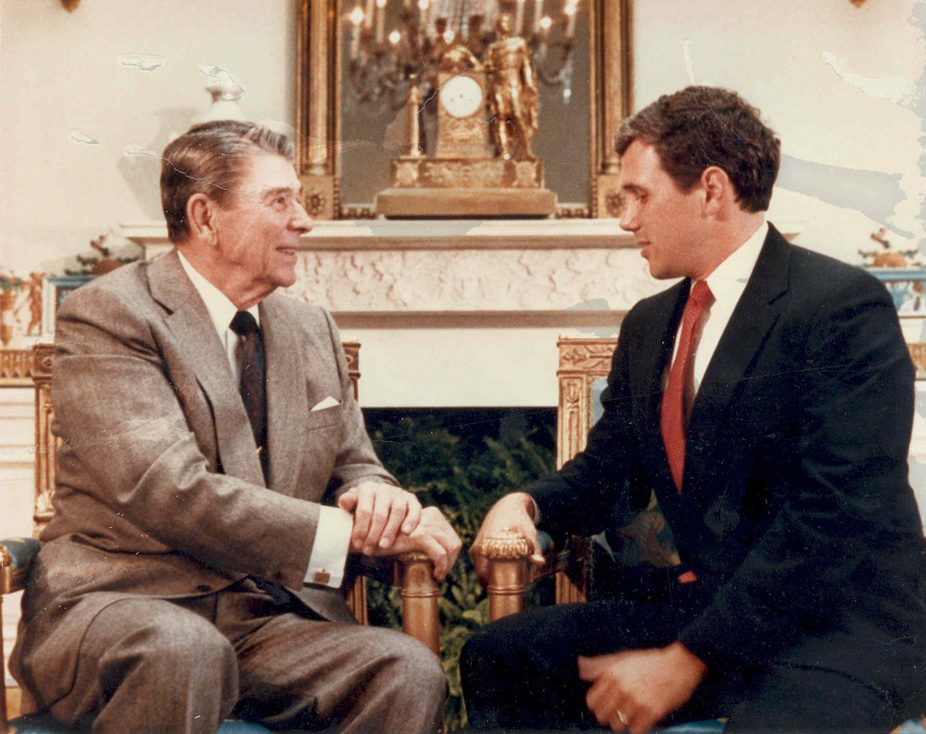
1988년 백악관에서 로널드 레이건 대통령과 펜스

펜스는 1988년과 1990년에 미 의원선거에서 2번 낙선한 후 몇 년 간 보수 성향의 라디오 쇼에서 진행자를 맡으며 인지도를 키웠다. 2000년 선거에서 인디애나주 하원의원에 당선되어 2001년부터 인디애나 제2선거구 대표로 미국 하원의 공화당 소속 의원으로 취임하였고, 이후 2013년까지 6선 하원의원을 지냈다. 그는 스스로를 '원칙적인 보수주의자'로 칭한 바 있으며 티파티 운동의 지지자임을 밝히기도 했다. 1986년 로스쿨을 졸업한 뒤 펜스 부통령은 개인 변호사였다. 1988년, 펜스 부통령은 민주당 현직 필립 샤프에 맞서 의회에 출마했으나 패배했다. 1990년 샤프와 다시 맞붙어 선거운동을 풀타임으로 벌이기 위해 직장을 그만뒀으나 다시 한번 성공하지 못했다. 경선 과정에서 펜스 부통령은 "집 담보대출, 개인 신용카드 청구서, 식료품, 골프대회 비용, 아내에 대한 자동차 대금 지불 등에 정치적 기부금을 사용했다. 당시 지출이 불법은 아니었지만, 그의 선거운동을 저해했다고 한다.
1990년 선거 기간 동안, 펜스 부통령은 가운과 두피 차림의 한 배우가 에너지와 전력에 관한 하원 소위원회 위원장으로서 수입 석유를 빼내는데 아무런 도움이 되지 않은 것에 대해 상대 배우인 샤프에 감사하는 텔레비전 광고를 실었다. 비판에 대해 펜스 부통령의 선거운동측은 이 광고가 아랍인에 관한 것이 아니라 샤프의 리더십 부족을 우려한다는 반응을 보였다. 1991년 펜스 부통령은 인디애나 폴리시 리뷰에 실린 에세이 "부정적인 선거운동원의 고백"을 썼는데, 이 에세이에서 샤프에 대해 부정적인 광고를 게재한 것에 대해 사과했다. 1991년, 스스로 자유시장 싱크탱크라고 하는 인디애나 정책검토재단의 회장이자 1993년까지 재직했던 국가정책네트워크의 회원이 되었다.
1988년 첫 의회 선거 운동 직후 인디애나주 러시빌의 라디오 방송국 WRCR-FM은 펜스 부통령을 고용해 마이크 펜스 부통령과 함께 매주 30분짜리 라디오 쇼인 워싱턴 업데이트를 진행했다. 1992년, 펜스는 인디애나폴리스에서 WNDE에서의 토요일 쇼 외에 WRCR의 일일 토크쇼인 The Mike Pence Show를 진행하기 시작했다. 펜스 부통령은 자신을 림보만큼 폭팔적인 사람은 아니지만 정치적으로 보수적이라고 생각했기 때문에 자신을 "디카페인 루시 림보"라고 불렀다. 1994년 4월 11일에 시작된 인디아나 네트워크는 주 전역에서 The Mike Pence Show를 결성했다. 오전 9시부터 정오까지(ET)의 시간 간격을 두고 이 프로그램은 인디애나폴리스의 WIBC를 포함하여 인디애나 주의 무려 18개 라디오 방송국에 도달했다. 펜스 부통령은 2000년 의회 선거 운동에 집중하기 위해 1999년 9월 라디오 쇼를 끝마쳤고, 결국 승리했다. 1995년부터 1999년까지 펜스 부통령은 인디애나폴리스 TV 방송국 WNDY에서 '마이크 펜스 쇼'라는 제목의 주말 공영 TV 쇼도 개최했다.
2013년부터는 인디애나 주지사로 재임한 그는 역대 최대 규모의 감세를 시행했다. 또한 보수적 기독교에 우호적인 '종교자유 회복법'을 인디애나주에 도입하며 리버럴계의 강력한 반발에 부딪히기도 했다. 2016년 공화당 전당대회에서 대통령 후보로 선출된 도널드 트럼프의 러닝메이트로 출마하였다. 이후 치러진 대통령 선거에서 트럼프가 당선되어 2017년 1월 20일 제48대 부통령으로 취임하였고, 트럼프의 대표적인 최측근이자 전폭적인 지지자로 있다.

## 하원(2001~2013년)
펜스 부통령은 2000년 다시 미 하원에 출마함으로써 정치 경력을 회복시켰는데, 이번에는 6년 현직인 데이비드 M. 매킨토쉬가 인디애나 주지사 출마를 선택하자 인디애나 제2의회 선거구에서 당선되었다. 이 지역(2002년부터 시작되는 인디애나 주의 6번째 의회 선거구로 등록)은 인디애나주 동부에 있는 19개 카운티의 전부 또는 일부를 구성한다. 펜스 부통령은 의원 시절 라디오에서 사용했던 슬로건을 그대로 채택하며 자신을 "그 순서에 따라 기독교인, 보수주의자, 공화당원"이라고 표현했다. 펜스 부통령은 의회에 있는 동안 티파티 코우커스에 속해 있었다.

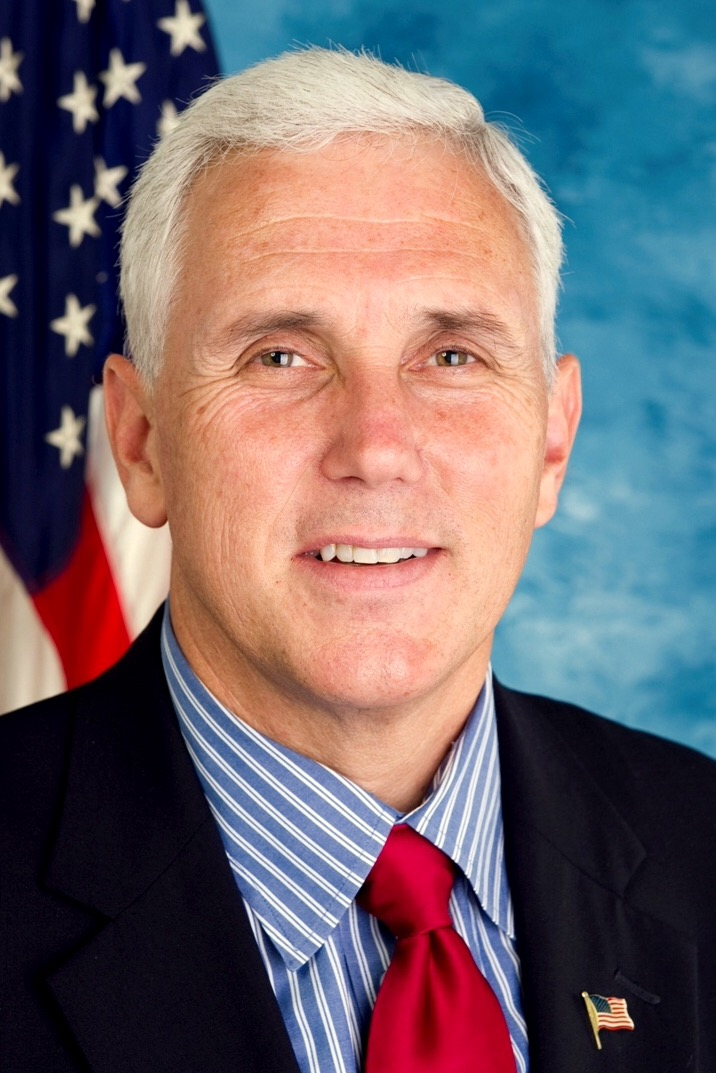
2010년, 미국 하원의원으로서 펜스 부통령

펜스 부통령은 취임 첫해인 2001년 조지 W 부시 대통령의 '낙제아동 방지법'과 이듬해 부시 대통령의 메디케어 처방약 확대에 반대했다. 펜스 부통령은 여유 있는 표차로 4번 더 재선되었다. 2006년, 2008년, 2010년 하원의원 선거에서는 민주당 배리 웰시 후보를 꺾었다. 펜스 부통령은 당 지도체제에 오르기 시작했고 2005년부터 2007년까지 보수 공화당 하원 의원 모임인 공화당 스터디위원회 위원장을 지냈다. 2006년 11월, 펜스 부통령은 미국 하원에서 공화당(소수당 대표) 대표 출마를 선언했다. 소수민족 지도자 출마를 선언한 펜스 부통령의 석방은 뉴트 깅그리치가 이끄는 1994년 공화당 혁명의 '가치 회귀'에 초점을 맞췄다. 그러나 그는 보너 하원의원 168표, 펜스 27표, 텍사스주 하원의원 조 바튼의원 1표로 오하이오주 하원의원 존 보너에게 낙선했다. 2009년 1월, 펜스 부통령은 공화당의 전당대회 의장으로 선출되었는데, 당시 공화당의 존 베이너(John Boehner), 공화당의 휘프 에릭 캔터(Eric Cantor)에 이어 세 번째로 높은 지위에 있었다. 그는 아무 반대 없이 출마하여 만장일치로 당선되었다. 그는 1981년 이후 처음으로 인디애나주에서 하원의원직을 맡았다. 펜스 부통령이 하원에서 12년 동안, 그는 90개의 법안과 결의안을 제출했는데, 아무도 법이 되지 않았다. 하원에서의 그의 위원회 임무는 다음과 같다.
• 107차 의회(2001-2003): 농업, 사법, 중소기업
• 108차 의회(2003-2005): 농업, 국제 관계, 사법부
• 제109차 의회(2005-2007년): 농업, 국제 관계, 사법부
• 110차 의회(2007-2009년): 외무, 사법부, 2007년 8월 2일 투표부정 조사위원회 선정(위임위원)
• 제111차 의회(2009~2011년): 외무
• 112차 의회(2011~2013년): 외무부, 사법부
2008년 에스콰이어 잡지는 펜스 부통령의 "독재하지 않은 전통적 보수주의가 당 원로들을 거듭 배신했다"고 쓰며 펜스 부통령을 10대 의회 의원 중 한 명으로 선정했다.펜스는 2008과 2012년에 공화당 대통령 후보로 거론되었다. 2010년 9월, 가치관 유권자 서밋이 실시한 지푸라기 여론조사에서 대통령 1순위로 뽑혔다. 같은 해 그는 현직 민주당 상원의원 에반 베이와 대결하도록 권유를 받았으나, 베이가 예기치 않게 은퇴를 선언한 뒤에도 입후보하지 않기로 선택했다.

## 2016년 부통령 선거 운동

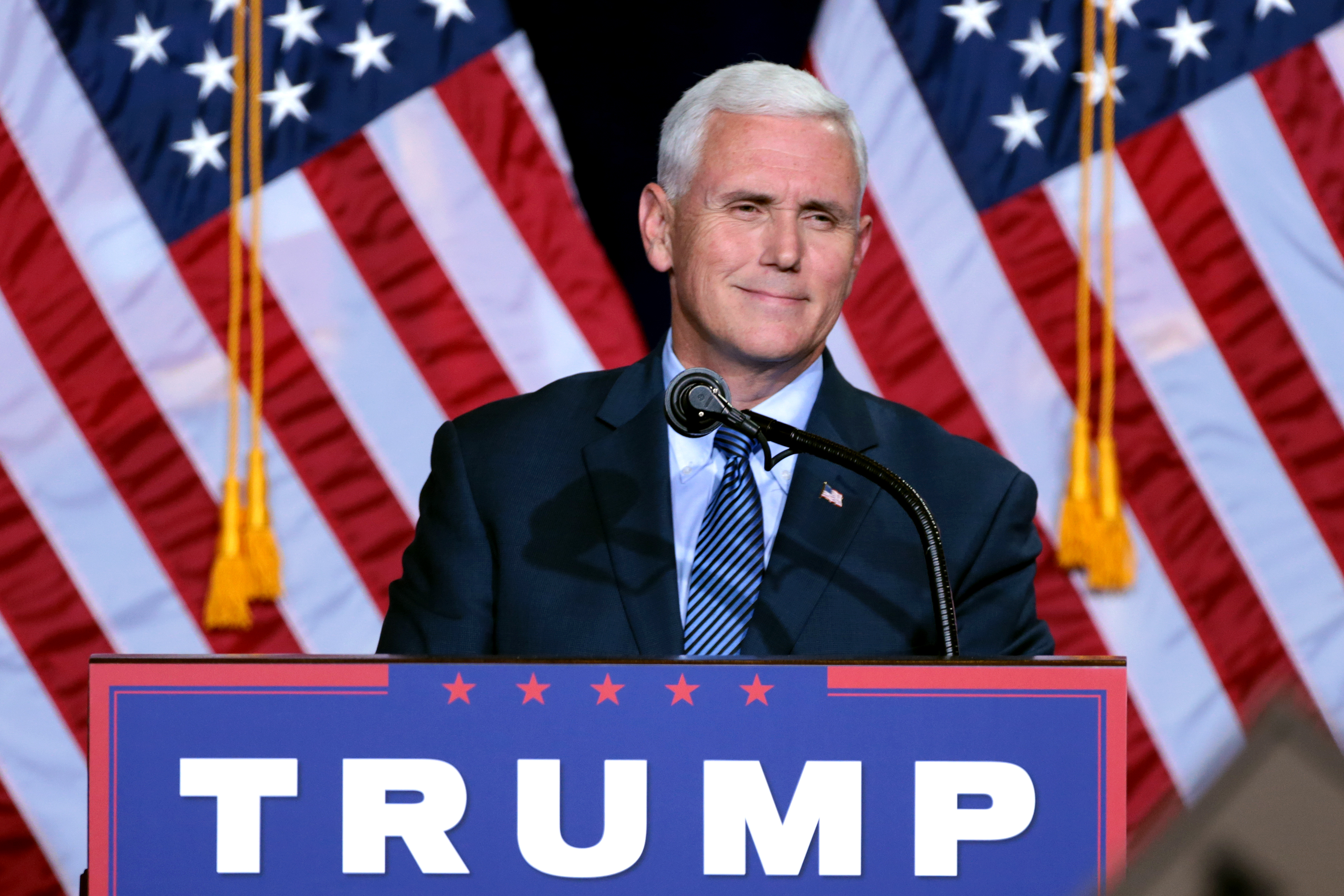
펜스 부통령은 2016년 8월 애리조나주 피닉스에서 열린 유세에서 연설하고 있다.

참고 항목: 2016년 공화당 부통령 후보 선출 및 도널드 트럼프 2016년 대선 캠페인
펜스 부통령은 2016년 공화당 대선 예비선거에서 테드 크루즈 텍사스 상원의원을 지지했다.
도널드 트럼프 대통령은 크리스 크리스티 뉴저지 주지사와 뉴트 깅리치 전 하원의장 등 다른 결선 진출자들과 함께 펜스 부통령을 부통령 러닝메이트로 지명하는 방안을 검토했다. 펜스 부통령은 당시 정치적으로 영향력 있는 거액 기부자인 콕스 부부와 트럼프 대통령보다 더 강한 인맥을 갖고 있었다.펜스 부통령이 재선 운동을 끝내고 대신 공화당 부통령 후보 지명을 수락할 계획을 세웠다는 것이 7월 14일 널리 보도되었다. 이튿날 트럼프는 트위터를 통해 펜스 부통령이 러닝메이트가 될 것이라고 공식 발표했다.
펜스 부통령은 발표 직후 "테러 영향력과 충격이 미국에 위협이 되는 국가로부터의 이민을 일시적으로 중단하라는 도널드 트럼프 대통령의 요구에 매우 지지한다"고 밝혔다. 펜스 부통령은 트럼프 대통령의 멕시코 장벽 제안과 "절대적으로" 멕시코가 이에 대한 대가를 치를 것이라고 말하며 "절대적으로"
5.38등급 후보 이념에 따르면 펜스 부통령은 지난 40년간 가장 보수적인 부통령 후보였다.
펜스 부통령은 자신의 롤모델이 딕 체니일 것이라고 말했다.
2016년 10월 펜스 부통령의 부통령 후보 토론회 준비 과정에서 스콧 워커 위스콘신 주지사가 팀 케인 민주당 부통령 후보 역할을 맡았다. 케인의 자체 토론 준비에서 변호사 로버트 바넷이 펜스 역을 맡게 되었다. 토론이 끝난 후 전문가들은 CNN의 여론 조사에서 48%의 시청자가 펜스가 케인을 이겼고 42%가 케인이 이겼다고 생각하는 것으로 나타났으며, 전문가들은 펜스가 케인을 이겼다라고 결론지었다. 펜스의 '더 쿨한' 기질이 더 다혈질인 케인에 비해 유리하게 보였다.
2016년 10월 7일 2005년 도널드 트럼프 대통령의 음담패설이 수면 위로 떠오르며 언론의 집중적인 관심을 받았다. 이날 펜스 부통령은 기자들에게 "나는 그의 발언을 묵과하지 않고 옹호할 수 없다"고 말하면서도 트럼프 대통령의 곁을 지키고 있음을 분명히 했다. 이 같은 폭로에 대해 폴 라이언 당시 미 하원의장은 트럼프 대통령이 공동선거운동 행사였을 것을 '불초대'했다. 트럼프 캠페인은 이 행사에서 펜스 부통령을 대신하려 했지만 뉴욕타임스(NYT)에 따르면 펜스 부통령은 10월 8일 트럼프 대통령에게 전화를 걸어 (펜스) 행사에 참석하지 않을 것이며, 펜스 부통령이 트럼프에게 효과적인 대리인이 될 것이라고 생각하지 않았기 때문에 앞으로 48시간을 스스로 처리해야 할 것이라고 말했다고 한다.
밥 우드워드의 2018년 저서 '공포: 백악관에서 트럼프'에 따르면 스캔들이 한창일 때 당시 공화당의 리인스 프리버스 전국위원장은 트럼프에게 당의 이익을 위한 경쟁에서 물러나야 한다고 말했고, 펜스 부통령이 공화당 대통령 후보인 트럼프를 전 sec로 교체하기로 합의했다고 한다.콘돌리자 라이스 미 국무장관이 펜스 부통령 러닝메이트에 동의한 것으로 알려졌다.
2016년 10월 10일, 펜스 부통령은 CNN에 출연해 자신이 티켓을 탈퇴한다는 루머에 대해 "언제든 이 티켓을 떨어뜨리는 것을 고려했다고 제안한 것은 절대적으로 거짓"이라며 "트럼프의 러닝메이트로 지명된 것은 내 인생의 가장 큰 영광"이라고 말했다.
트럼프-펜스 티켓은 2016년 대선에서 538명의 선거인단 중 306명이 당선됐고, 이후 신앙이 없는 선거인단 때문에 305명으로 줄었다.
2016년 10월 27일, 펜스 부통령을 태운 보잉 737 전세기가 뉴욕 라과디아 공항의 활주로에서 미끄러져 추락했고, 공학적 자재 압류장치에 의해 속도가 느려졌으며, 부상자는 보고되지 않았다.

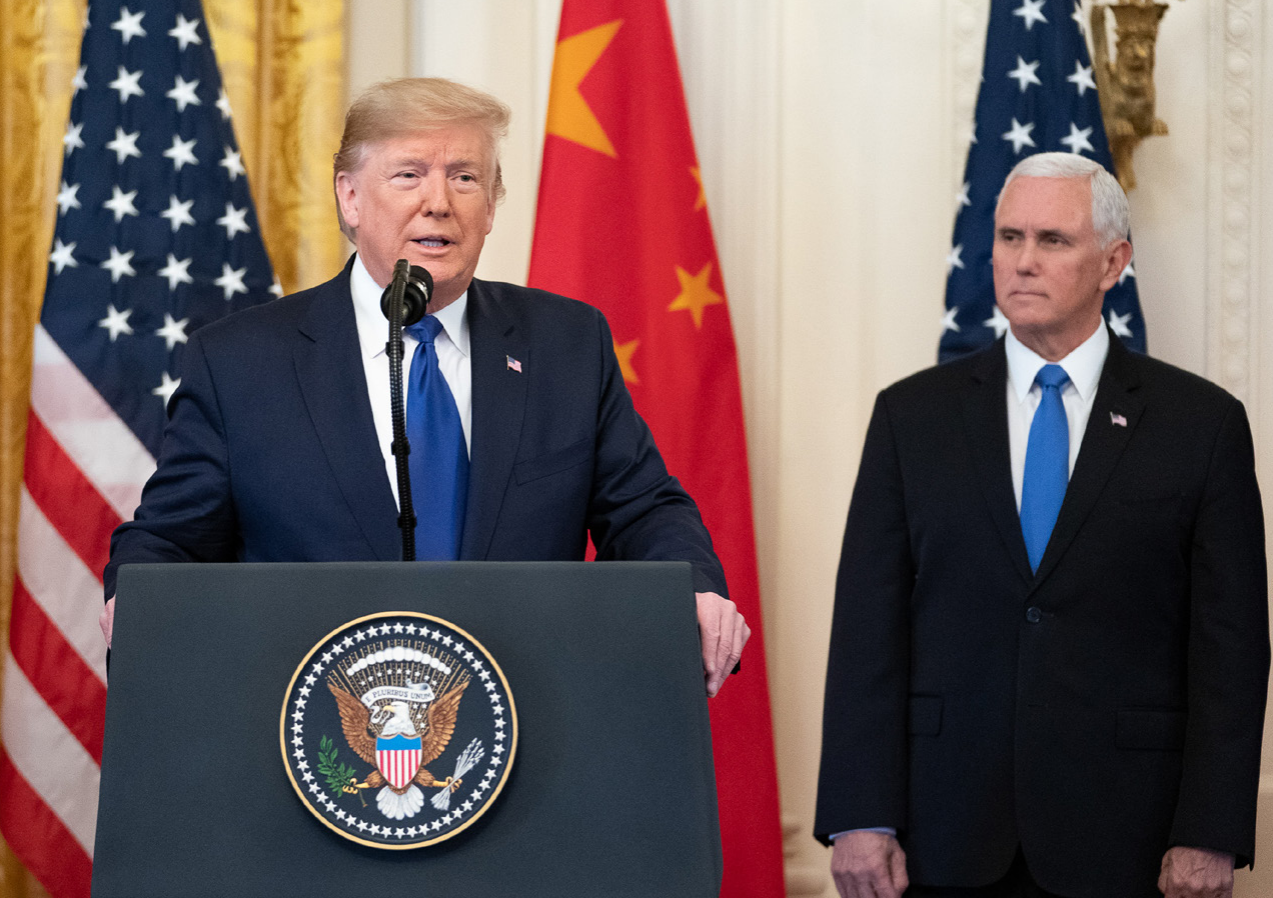
펜스 부통령과 도날드 트럼프

## 부통령(2017~2021)
2016년 11월 8일 펜스는 트럼프의 당선과 함께 트럼프의 러닝메이트로 미국 부통령에 당선됐다.
선거 직후 펜스 부통령 당선인은 2016년 11월 10일 옵서버토리 서클 1번지에서 조 바이든 부통령을 만나고 트럼프 대통령 당선인의 인수위원회 위원장으로 임명됐다. 2017년 1월 20일 부통령으로 취임했다.
 펜스 부통령은 트럼프 행정부 과도기 시절 트럼프와 의회 공화당 간 중재자 역할, 트럼프의 보수적 신분에 대한 보수주의자들의 안심감, 도널드 트럼프 내각 결정의 영향력 등으로 행정부 내 영향력이 큰 것으로 알려졌다.
펜스 부통령은 인디애나 출신의 6번째 부통령으로, 슈일러 콜팩스(1869–1873) 토마스 A에 이은 것이다. 헨드릭스 (1885년), 찰스 W. 페어뱅크스 (1905년–1909년), 토마스 R. 마샬(1913–1921)과 댄 퀘일(1989–1993)이다.
2020년 부통령 선거 운동[운동]
참고 항목: 도널드 트럼프 2020 대선 캠페인 및 2020년 미국 대선
2019년 2월 28일 대선 유세에 앞서 조 바이든은 네브래스카주 오마하에서 열린 연설에서 펜스 부통령이 트럼프 대통령의 이름을 거론한 뒤 침묵하는 청중들에 대한 일화를 만들면서 펜스 부통령을 '진짜 사나이'라고 지칭했다. 이후 바이든은 펜스 부통령의 반LGBT 입장 주장으로 비난에 직면했는데, 이후 바이든은 "정상적인 상황에서 부통령은 세계 무대에서 침묵의 반응을 보이지 않을 것이라는 외교정책 맥락에서 주장을 하고 있었다"고 사과하고 분명히 밝힐 것이다. 바이든은 앞서 2018년 펜스 부통령을 '신선남'으로 지칭한 바 있으며, 펜스 부통령의 초기 부통령직 인수 때 펜스 부통령과 바이든 부통령이 전화로 대화를 주고받기도 했다.
2019년 6월 민주당 앤드루 스타인 전 뉴욕시의회 의장은 트럼프 대통령이 펜스를 전 사우스캐롤라이나 주지사, 니키 헤일리 전 유엔 주재 미국대사와의 러닝메이트로 교체함으로써 재선 가능성을 높일 수 있다는 견해를 피력했다. 그럼에도 트럼프 대통령은 펜스 부통령이 러닝메이트가 될 것이라고 밝혔지만 러닝메이트가 그의 뒤를 이을 경우 2019년 펜스 부통령에 대한 지지를 거부하면서도 "매우 강력한 고려를 할 것"이라고 밝혔다.
펜스 부통령은 2020년 공화당 전당대회 때의 법 집행에 관한 발언에서 연방보안관 데이브 언더우드가 "오클랜드 폭동 때 총에 맞아 죽었다"고 말해 인근 조지 플로이드 시위에 연루된 누군가에 의해 살해됐음을 시사했다. 극우 부갈루 운동과 연계된 한 남자가 언더우드의 살인 혐의로 기소되어 있었다.
펜스 부통령은 2020년 10월 7일 유타주 솔트레이크시티에서 USA투데이가 주최하고 수잔 페이지 워싱턴지국장이 주관한 카말라 해리스와의 토론에 참여했다. 이번 토론회는 부통령이 최근 백악관에서 열린 행사에서 감염된 사람들과 밀접하게 접촉했다는 점에서 COVID-19 바이러스의 전염을 피하기 위해 고안된 적응으로 열렸다. 플렉시글라스 파티션은 후보를 구분하고 마스크는 후보자와 진행자를 제외한 모든 참석자에게 요구되었다. 어떤 추정에 따르면, 펜스 부통령은 해리스가 자신을 방해한 것보다 두 배나 더 많은 말을 가로막았다. 언론은 토론이 끝날 무렵 파리 한 마리가 펜스 부통령의 머리 위에 거의 2분 동안 착륙했다고 지적했다. CNN 여론조사에 따르면 등록 유권자의 59%가 해리스가 토론에서 승리했다고 느끼는 반면 38%는 펜스 부통령이 승리했다고 느끼는 것으로 나타났다.
며칠간의 개표 끝에 2020년 11월 7일, 대부분의 주요 뉴스 방송사들에 의해 민주당 조 바이든과 카밀라 해리스가 선거의 승자로 선언되었다. 트럼프는 아직 선거를 인정하지 않고 있으며, 트럼프 캠페인은 많은 수의 우편투표가 초래한 부정선거를 주장하며 여러 주에서 법적 도전을 제기하고 있다. 펜스 부통령은 결과에 대해 공개적으로 언급하지 않았지만, 2021년 1월 조 바이든 대통령 취임식에 참석했다.

## 역대 선거 결과
| 선거명      | 직책명                        | 대수  | 정당   | 득표율 | 득표수              | 결과 | 당락                     |
| ----------- | ----------------------------- | ----- | ------ | ------ | ------------------- | ---- | ------------------------ |
| 1988년 선거 | 하원의원 (인디애나 제2선거구) | 101대 | 공화당 | 46.80% | 102,846표           | 2위  | 낙선                     |
| 1990년 선거 | 하원의원 (인디애나 제2선거구) | 102대 | 공화당 | 40.63% | 63,980표            | 2위  | 낙선                     |
| 2000년 선거 | 하원의원 (인디애나 제2선거구) | 107대 | 공화당 | 50.87% | 106,023표           | 1위  | 인디애나주 하원의원 당선 |
| 2002년 선거 | 하원의원 (인디애나 제6선거구) | 108대 | 공화당 | 63.79% | 118,436표           | 1위  | 인디애나주 하원의원 당선 |
| 2004년 선거 | 하원의원 (인디애나 제6선거구) | 109대 | 공화당 | 67.09% | 182,529표           | 1위  | 인디애나주 하원의원 당선 |
| 2006년 선거 | 하원의원 (인디애나 제6선거구) | 110대 | 공화당 | 60.01% | 115,266표           | 1위  | 인디애나주 하원의원 당선 |
| 2008년 선거 | 하원의원 (인디애나 제6선거구) | 111대 | 공화당 | 63.96% | 180,549표           | 1위  | 인디애나주 하원의원 당선 |
| 2010년 선거 | 하원의원 (인디애나 제6선거구) | 112대 | 공화당 | 66.57% | 126,027표           | 1위  | 인디애나주 하원의원 당선 |
| 2012년 선거 | 인디애나 주지사               | 50대  | 공화당 | 49.49% | 1,275,424표         | 1위  | 인디애나 주지사 당선     |
| 2016년 선거 | 미국의 부통령                 | 48대  | 공화당 | 56.69% | 62,984,825표(305명) | 1위  | 미국의 부통령 당선       |
| 2020년 선거 | 미국의 부통령                 | 49대  | 공화당 | 46.86% | 74,216,747표(232명) | 2위  | 낙선                     |